# Tropinota squalida
Tropinota squalida, vulgarmente conhecido por escaravelho-das-flores, é uma espécie de insetos coleópteros polífagos pertencente à família Cetoniidae.
A autoridade científica da espécie é Scopoli, tendo sido descrita no ano de 1783.
Trata-se de uma espécie presente no território português.
É polinizador em adulto e enquanto larva alimenta-se principalmente de matéria vegetal em decomposição.